# Alejandro Próspero Révérend
Alejandro Próspero Reverend (Falaise, Francia, 14 de noviembre de 1796-Santa Marta, Colombia, 1 de diciembre de 1881) fue un médico cirujano francés, médico de cabecera de Simón Bolívar. Durante sus años en Colombia, fue miembro de la Junta de Sanidad de la provincia en 1830, médico cirujano del hospital militar y cirujano mayor del ejército durante la revuelta de Río Hacha bajo las órdenes de Mariano Montilla.

## Vida
Se graduó como bachiller en el liceo de Caen. En la ciudad de Amiens, fue húsar napoleónico sin mucho éxito. En 1820, se traslada hacia París. En 1824 por razones políticas es exiliado y decide dirigirse a Colombia. El 24 de julio se residencia en Santa Marta. Meses después es nombrado por el ayuntamiento como médico de la ciudad bajo la condición de que se incorporara a la Facultad de Medicina Nacional, esta condición la cumplió al año siguiente cuando presentó exámenes en la Universidad de Cartagena ante un jurado que le otorgó la credencial para el libre ejercicio de la profesión en toda la república.

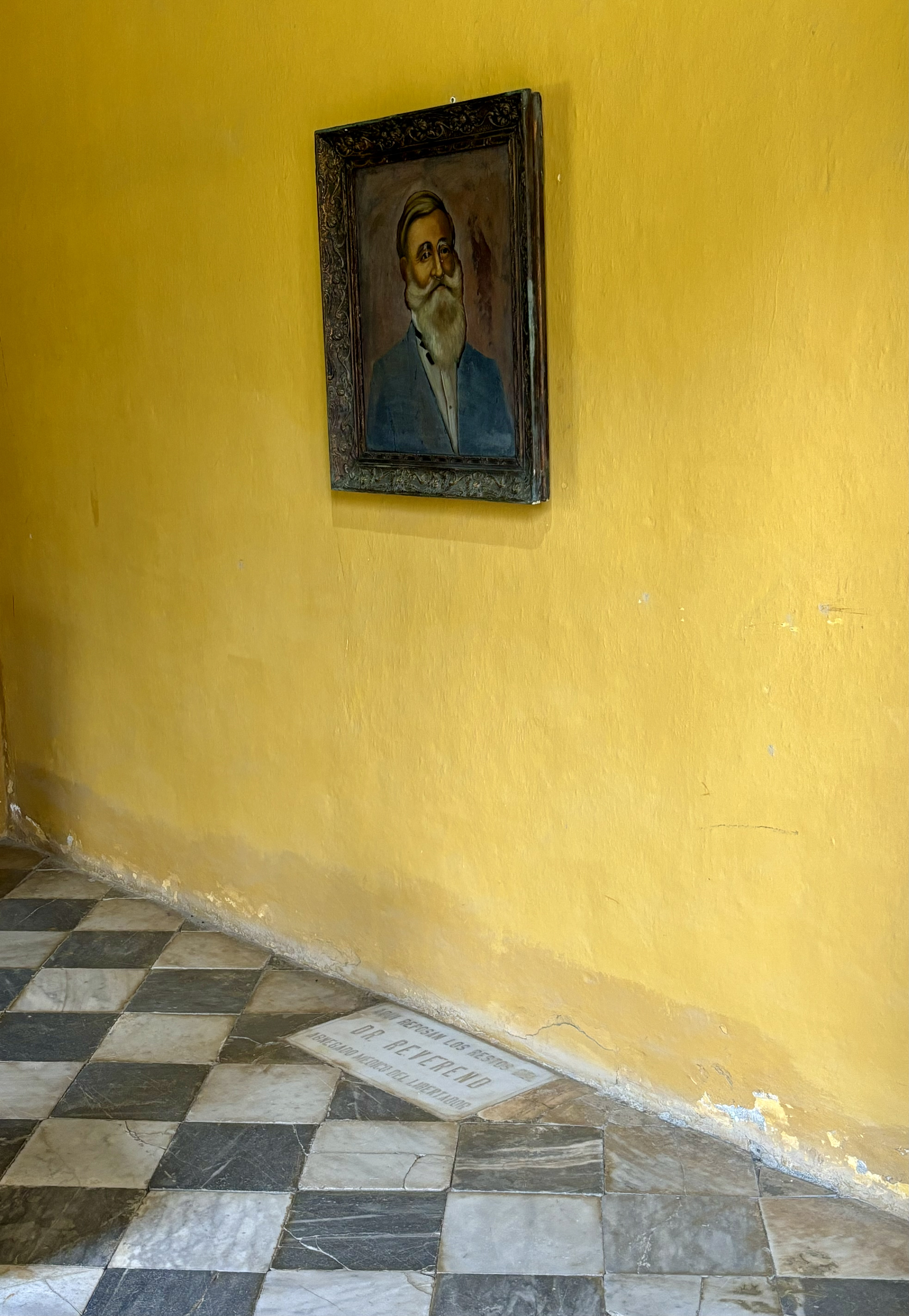
Tumba de Révérend en la Quinta San Pedro Alejandrino.

El general Mariano Montilla es quien recomienda a Reverend para que se encargue de la salud del Libertador Simón Bolívar apenas este llegó a Santa Marta, el 1 de diciembre de 1830. Durante los próximos días, Reverend trabajaría sin remuneración atendiendo a Bolívar siendo su último médico. Los 33 boletines redactados por él junto con el protocolo de autopsia son la única prueba médica acerca de la enfermedad y muerte de Bolívar.
En el año de 1838 es nombrado como vicecónsul de Francia en Santa Marta hasta el año de 1845.
Por decreto del Congreso de Venezuela, en 1867, durante el periodo del presidente Juan Crisóstomo Falcón, se le otorgó a Reverend una medalla de oro y diamantes, un donativo de diez mil pesos y el sueldo íntegro vitalicio como cirujano mayor del Ejército Libertador. En 1874, el presidente Antonio Guzmán Blanco invita a Reverend a Caracas para otorgarle una recompensa en dinero, el diploma de Ilustre Prócer de la Independencia y lo condecoró con el Busto del Libertador. En esa ocasión, Reverend obsequió a Venezuela el nódulo calcáreo encontrado en el pulmón izquierdo de Bolívar durante su autopsia.